# Oriyur
Ne doit pas être confondu avec la localité de Uraiyur ou Woraiyur, une ancienne cité chola aujourd'hui faubourg de Trichinopoly. Ni avec le village de Oriyur, dans le district d'Ariyalur.
Oriyur (tamoul : ஓரியூர்) ou Orur, Oreiour en français, est un village du District de Ramanathapuram (ou Ramnad), dans l'État du Tamil Nadu en Inde. Il se trouve à 35 kilomètres de la ville de Devakottai (au Chettinad), dans le district voisin de Sivaganga.
Le village est surtout connu pour être un lieu de pèlerinage chrétien, car c’est là que Jean de Britto, jésuite portugais missionnaire en Inde méridionale (connu localement sous le nom de Arulanandar (அருளானந்தர்), qui signifie « Béat de Grâce ») fut mis à mort par décapitation en 1693. D’après une légende de la région le sable des dunes voisines aurait pris la couleur du sang en hommage au martyr.
Au sud du village, sont établis les trois églises constitutives du sanctuaire Jean-de-Britto, sur l'emplacement du lieu-dit où le saint fut exécuté (décapité puis empalé). La première église, consacrée à Notre-Dame-de-Bonne-Santé (dite de Velankanni), est érigée au XVIIIe siècle par le frère italien Giacomo Tommaso de' Rossi,. De style baroque, elle se tient à l'endroit où Jean de Britto connu son premier martyre (la décollation), y remplaçant une hutte-chapelle construite quelque décennies après l'incident, sur autorisation du Setupati (Roi) de Ramnad. La seconde église occupe l'endroit du second martyre, là où le corps de Britto fut planté sur un pieu, exposé à la vue de tous (l'empalement). D'inspiration néo-romane, celle-ci date de la fin du XIXe siècle, et célèbre la béatification de Jean de Britto par le Pape Pie IX en 1853. La troisième église, la plus importante en dimension, est la basilique Saint-Jean-de-Britto, construite entre 1948 et 1960 à l'occasion de sa canonisation par le Pape Pie XII en 1947. Elle est élevée au rang de basilique mineure par le Pape François le 5 décembre 2023.
Oriyur est situé près des rives du Pambar, non loin de son estuaire dans la baie de Palk. Il est voisin de la commune de Thiruppunavasal, sise de l'autre côté du fleuve, renommée pour son temple shivaïte de Pazhampatinathar ou Vriddhapurisvarar. La ville littorale de Sundarapandianpattinam, distante de 6 km, est traversé par la route nationale NH 32, dite l'East Coast Road. 